# Битва под Обилешти
Битва под Обилешти — сражение русско-турецкой войны 1806—1812 годов. Русское войско численностью 4500 солдат под командованием генерала Михаила Милорадовича нанесло поражение турецкому войску численностью 13 000 солдат, которым командовал Алемдар Мустафа-паша.
В начале лета 1807 года османы планировали взять Бухарест и восстановить контроль над Дунайскими княжествами, выбив из них русские войска. К Бухаресту были посланы два крупных турецких соединения, одним из которых командовал Мустафа-паша. Ему навстречу из Бухареста выступил русский отряд во главе с Милорадовичем. Под городом Обилешти 2 июня произошло сражение, в ходе которого турецкое войско было разгромлено. Турки потеряли убитыми около 3000 солдат, русские — около 300 солдат.
Разгром под Обилешти заставил турецкое командование отказаться от наступления на Бухарест и отойти за Дунай. Наряду с победами адмирала Сенявина в Дарданелльском и Афонском сражениях она способствовала началу русско-турецких переговоров о перемирии.